# 斯温克 (科罗拉多州)
斯温克（英語：Swink），是美国科罗拉多州奥特罗县下属的一座城市。建市于1906年6月6日，面积大约为0.264平方英里（0.685平方公里）。根据2010年美国人口普查，该市有人口617人。2011年估计该市有人口617人，相比2010年人口增长率为0.00%。同时，论人口该市是科罗拉多州第184大城市。